# Soest (Paesi Bassi)
Soest /suːst/  è una municipalità dei Paesi Bassi di 45 934 abitanti situata nella provincia di Utrecht.